# Youba Diarra
Hamaciré Youba Diarra (* 24. März 1998) ist ein malischer Fußballspieler.

## Karriere
Diarra begann seine Karriere bei Yeelen Olympique. Im Januar 2018 wechselte er zum österreichischen Bundesligisten FC Red Bull Salzburg, bei dem er einen bis Mai 2022 laufenden Vertrag erhielt. Allerdings wurde er direkt als Kooperationsspieler an den Zweitligisten SC Wiener Neustadt verliehen.
Im März 2018 debütierte er für Wiener Neustadt in der zweiten Liga, als er am 23. Spieltag der Saison 2017/18 gegen den Floridsdorfer AC in der Startelf stand.
Zur Saison 2018/19 wurde er an den Bundesligisten TSV Hartberg verliehen. Nach einem Kreuzbandriss wurde der Leihvertrag im Januar 2019 aufgelöst.
Im August 2019 spielte erstmals für das Farmteam von Red Bull Salzburg, FC Liefering. Im selben Monat wurde er nach Deutschland an den Zweitligisten FC St. Pauli verliehen. Nach verletzungsbedingt nur drei Einsätzen für die Hamburger in der 2. Bundesliga wurde sein Vertrag bei St. Pauli im Januar 2020 aufgelöst und er kehrte zu Salzburg zurück. Bei den Salzburgern kam er nach seiner Rückkehr allerdings nur für Liefering zum Einsatz. Im März 2021 wurde er ein viertes Mal verliehen, diesmal in die USA an die New York Red Bulls. Bis zum Ende der Leihe kam er zu sieben Einsätzen in der MLS. Im Januar 2022 wechselte Diarra ein zweites Mal leihweise nach Hartberg. Für Hartberg kam er diesmal 14 Mal in der Bundesliga zum Einsatz.
Zur Saison 2022/23 kehrte er dann wieder nach Salzburg zurück. Für die Salzburger kam er bis zur Winterpause zu sieben Bundesligaeinsätzen. Im Januar 2023 verließ er den Klub endgültig und wechselte nach Spanien zum FC Cádiz, bei dem er einen bis Juni 2027 laufenden Vertrag erhielt. Bei Cádiz konnte er sich aber nicht durchsetzen, bis zum Ende der Spielzeit kam er zu fünf Einsätzen in der Primera División. Im August 2023 wurde er nach Griechenland an Asteras Tripolis verliehen. Für Asteras spielte er neunmal in der Super League, ehe die Leihe im Januar 2024 vorzeitig beendet wurde. Im Anschluss kehrte er nach Cádiz zurück, wo er fortan aber nur noch für die Reserve zum Zug kam.
Zur Saison 2024/25 wechselte er leihweise ein drittes Mal zum TSV Hartberg. Während der Leihe kam er zu 29 Bundesligaeinsätzen. Zur Saison 2025/26 wurde er von den Steirern fest verpflichtet.

## Erfolge
- Österreichischer Meister: 2019, 2020, 2023
- Österreichischer Cupsieger: 2019, 2020